# Río Sochi
El río Sochi (en ruso: Сочи; en adigué: Шъачэ, Shache; en abjasio: Шəача, Sheacha; en ubijé: Шьача, Shacha) es un  río del Cáucaso occidental que desemboca en la orilla nordeste del mar Negro. Está situado en el territorio administrativo de los distritos de Josta y Central de la unidad municipal de la ciudad de Sochi del krai de Krasnodar, en el sur de Rusia. Es el tercer río más largo de la unidad municipal, tras el río Mzymta y el río Shajé.

## Curso
Tiene una longitud de 45 km y una cuenca de 296 km². Nace en las laderas del monte Bolshói Chura (2 250 m) y discurre en dirección oeste-suroeste, predominantemente, en sus cursos alto y medio, en los que recibe a numerosos afluentes, entre los que cabe destacar el Usja (por la derecha), el Ats (por la izquierda) y el Azhek (por la derecha). 15 km antes de llegar a su desembocadura en el centro de Sochi recibe a su principal afluente, el Agva (por la derecha), y un poco más allá, al Bezumenka, en el que se hallan las cascadas de Orejovka. A partir de aquí su curso vira al sur, dejando en sus orillas Baránovka, Plastunka, y la Puerta de Plastunka, para luego pasar canalizado por los microdistritos de Sochi, Pásechnaya, Trudá, Zarechni, Donskaya, Gagárina, Novi Sochi y Tsentralni.

## Galería

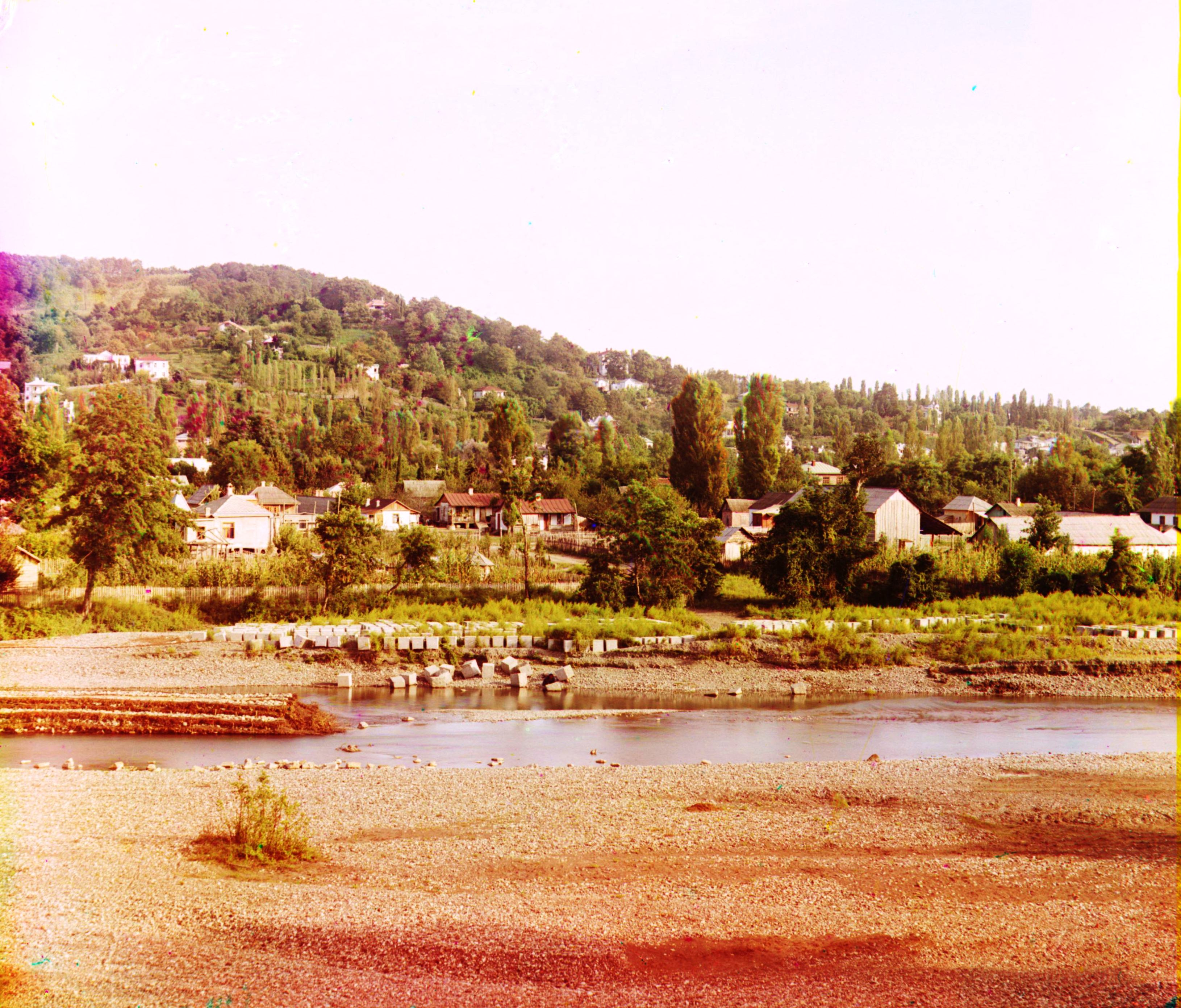
Río Sochi en 1912 en las fotos de Serguéi Prokudin-Gorski.
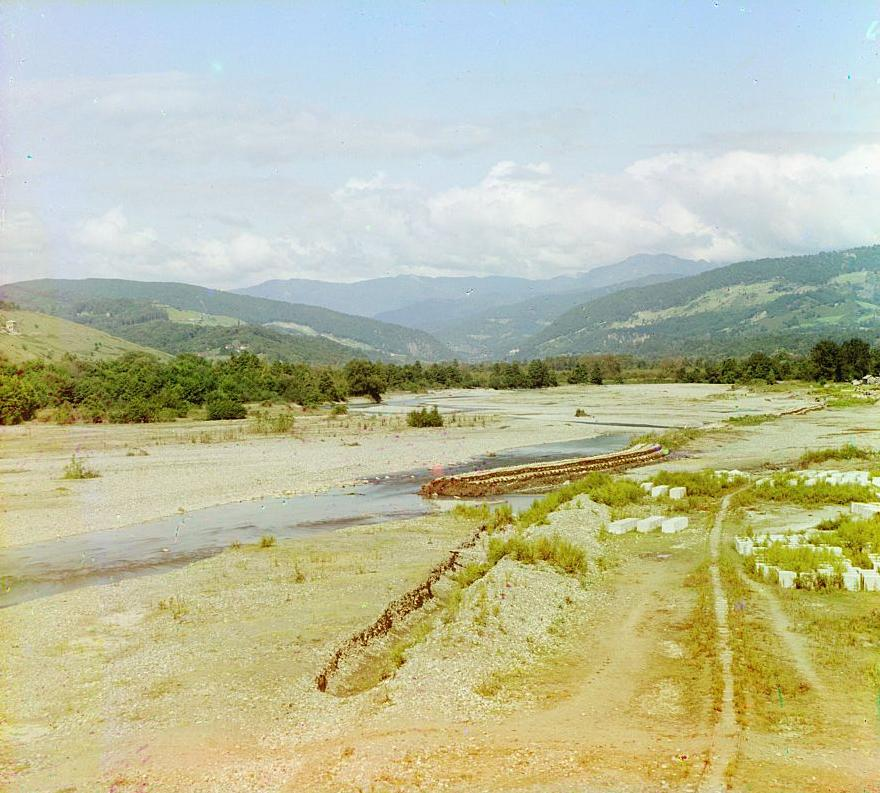
Río Sochi en 1912 en las fotos de Serguéi Prokudin-Gorski.